# أوليفيي كاسان
أوليفيي كاسان (بالفرنسية: Olivier Cassan)‏ (1 يونيو 1984 بروديز في فرنسا - ) هو لاعب كرة قدم فرنسي في مركز الوسط. لعب مع نادي روديز ونادي مارتيغ ونادي ميتز.

## وصلات خارجية
- أوليفيي كاسان على موقع رابطة كرة القدم الفرنسية للمحترفين (الإنجليزية)
- أوليفيي كاسان على موقع قاعدة بيانات كرة القدم.إي يو (الإنجليزية)
- أوليفيي كاسان على موقع ليكيب (الفرنسية)
- أوليفيي كاسان على موقع Soccerway.com (الإنجليزية)